# ローリング'63〜'89
『ローリング'63〜'89』(25x5: The Continuing Adventures of the Rolling Stones)は1990年2月21日にCBS/SONY RECORDSからリリースされたローリング・ストーンズのドキュメンタリー・ビデオ。規格品番：CSVM-753。

## 解説
結成からの25年間の軌跡をメンバーのインタビュー、関係者の証言、テレビ出演時の映像などを基に2時間でまとめられている。
VHSで発売されたが既に廃盤となり、DVD化もされていない。